# Кішевко
Кішевко (пол. Kiszewko, нім. Kerndorf) — село в Польщі, у гміні Оборники Оборницького повіту Великопольського воєводства.
Населення — 162 особи (2011).
У 1975-1998 роках село належало до Познанського воєводства.

## Демографія
Демографічна структура станом на 31 березня 2011 року:
|          | Загалом | Допрацездатний вік | Працездатний вік | Постпрацездатний вік |
| -------- | ------- | ------------------ | ---------------- | -------------------- |
| Чоловіки | 80      | 19                 | 57               | 4                    |
| Жінки    | 82      | 18                 | 54               | 10                   |
| Разом    | 162     | 37                 | 111              | 14                   |